# الیمپوس ئی-۲۰
الیمپوس ئی-۲۰ (به انگلیسی: Olympus E-20) یک دوربین عکاسی ساخت شرکت الیمپوس است.